# Bernd Bransch
Bernd Bransch, nemški nogometaš, * 24. september 1944, Halle, Saška - Anhalt, Tretji rajh, † 11. junij 2022. 
Sodeloval je na nogometnemu delu poletnih olimpijskih iger leta 1972 in leta 1976.